# Plaque de Niuafo'ou
Pour l’article homonyme, voir Niuafo'ou (homonymie).
La plaque de Niuafo'ou est une microplaque tectonique de la lithosphère de la planète Terre. Sa superficie est de 0,000 79 stéradians. Elle est généralement associée à la plaque australienne.
Elle se situe dans l'Ouest de l'océan Pacifique et couvre l'île de Niuafo'ou dont elle tire son nom.
La plaque de Niuafo'ou est en contact avec les plaques de Futuna, des Tonga, pacifique et australienne. Les frontières de plaque sont des dorsales ou des failles transformantes, il n'y a pas de zone de subduction autour de cette plaque.
Le déplacement de la plaque de Niuafo'ou se fait à une vitesse de rotation de 3,255° par million d'années selon un pôle eulérien situé à 06° 87′ de latitude Sud et 168° 87′ de longitude Ouest (référentiel : plaque pacifique).

## Sources
- (en) Peter Bird, An updated digital model of plate boundaries, vol. 4, Geochemistry Geophysics Geosystems, 14 mars 2003 (DOI 10.1029/2001GC000252, Bibcode 2003GGG.....4.1027B, lire en ligne)